# فاليرو ريفيرا لوبيز
فاليرو ريفيرا لوبيز (بالإسبانية: Valero Rivera López) مواليد 14 فبراير 1953 في سرقسطة، هو لاعب كرة يد إسباني معتزل أصبح مدرباً. يدرب حاليا منتخب قطر لكرة اليد. درب سابقا منتخب إسبانيا.

## سجل المنافسة
شارك في البطولات التالية:
- بطولة العالم لكرة اليد للرجال 2015
- بطولة أوروبا لكرة اليد للرجال 2012
- الألعاب الأولمبية الصيفية 2012
- الألعاب الأولمبية الصيفية 2016